# Flex Linhas Aéreas
A Flex Linhas Aéreas foi uma companhia aérea brasileira, com sede no Rio de Janeiro, sendo a maior empresa do segmento do Brasil.
A Flex era gerida por uma comissão que representava seus mais de 17 mil credores - a maioria ex-empregados da antiga Varig. Também são credores a Petrobras Distribuidora (BR), empresas de leasing, a Empresa Brasileira de Infraestrutura Aeroportuária (Infraero), e alguns bancos brasileiros. O processo de recuperação judicial é resultado da Lei 11.101/05, também conhecida como nova Lei de Falências, aplicada pela primeira vez no processo de saneamento da Varig.

## História
FLEX Linhas Aéreas é o novo nome comercial da chamada antiga empresa aérea Nordeste Linhas Aéreas, ex subsidiária da VARIG, que retomou as suas operações oficialmente em março de 2008 e as finalizou em novembro de 2009.
Sua falência foi decretada no dia 20 de agosto de 2010 na 1ª Vara Empresarial do Rio de Janeiro. Os registros junto à ANAC, ICAO, e IATA já estão confirmados. A frota era composta inicialmente por uma aeronave modelo Boeing 737-300 devolvida ao arrendador pela VRG Linhas Aéreas S.A. (Nova VARIG).
Há como cores oficiais o azul e o amarelo com o slogan A companhia aérea na sua medida. O lançamento da nova marca foi celebrado dia 23 de outubro de 2007 (Dia do Aviador), durante o congresso da ABAV no Riocentro. O voo inaugural, Rio-Salvador-Rio, aconteceu no dia 8 de março de 2008. A sede administrativa e operacional da FLEX ocupava um bloco inteiro (bloco "C") da antiga sede da VARIG, ao lado do Santos Dumont.
A FLEX oferecia também os serviços de treinamento em transporte aéreo através da Flex Aviation Center - FAC -, em suas unidades que se encontravam em Porto Alegre, São Paulo e Rio de Janeiro (instalada numa área de 30 mil metros quadrados próximo ao Aeroporto Internacional do Rio de Janeiro) capacitava pilotos e comissários, despachantes operacionais de voo (DOV), especialistas em segurança voo, pessoal para atendimento em aeroportos e lojas, manipulação de cargas, além de inúmeros outros cursos gerenciais específicos para companhias ligadas ao setor de aviação.
No começo a companhia iniciou suas operações com uma única aeronave. Segundo a diretoria da empresa, eles iriam operar com seis aeronaves até o final do ano de 2009. Essa promessa jamais foi cumprida e sua única aeronave está estocada até hoje no Aeroporto Executivo de Opa Locka (KOPF), em Miami, Estados Unidos.

## Frota
| Aeronave           | Total | Passageiros (primeira classe/executiva/econômica/) | Notas                                                                                             |
| ------------------ | ----- | -------------------------------------------------- | ------------------------------------------------------------------------------------------------- |

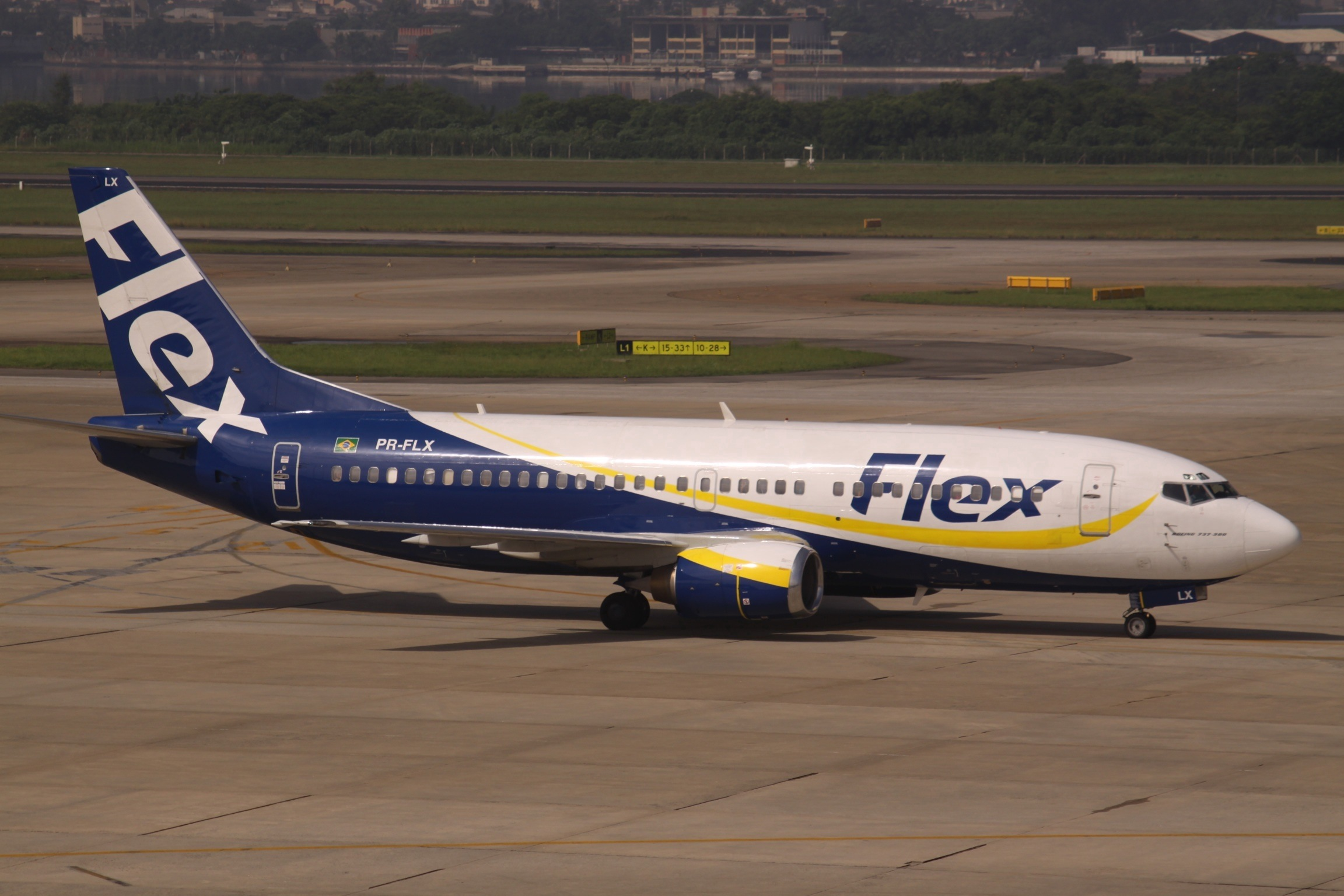
O único Boeing 737-300 da Flex Linhas Aéreas.

| Boeing 737-300     | 1     | 136 (0/136)                                        | - Voos de curto alcance - Estocado no Aeroporto Executivo de Opa Locka (KOPF), Miami (desde 2017) |
| Total de aeronaves | 1     |                                                    |                                                                                                   |

## Flex Aviation Center
Flex Aviation Center ja foi o centro de treinamento da Varig, depois passou a Flex e hoje é independente.
Está localizado na Ilha do Governador, Rio de Janeiro. É um dos mais modernos centros de treinamento de profissionais da aviação do mundo.
Oferece cursos de formação de comissários, pilotos e despachantes de voo, dentre outros. Oferece, também, treinamentos para profissionais de outras empresas.
Quando fazia parte da Varig, era conhecido como Varig Flight Training Center.